# دييغو غريغوري
دييغو غريغوري (بالإسبانية: Diego Gregori) هو لاعب كرة قدم إسباني في مركز الوسط، ولد في 26 يوليو 1995 في بلنسية في إسبانيا. لعب مع نادي إنفيغادو.